# Цикл Стирлинга
Цикл Сти́рлинга — термодинамический цикл, описывающий рабочий процесс машины Стирлинга, запатентованной в 1816 г. шотландским изобретателем Робертом Стирлингом, приходским священником по профессии.
Помимо рабочего тела, нагревателя и холодильника абстрактная машина Стирлинга содержит ещё регенератор — устройство, отводящее тепло от рабочего тела на некоторых этапах цикла, и отдающее это тепло рабочему телу на других этапах. Идеальный цикл Стирлинга состоит из процессов:
- 1—2 изотермическое расширение рабочего тела с подводом тепла от нагревателя;
- 2—3 изохорный отвод тепла от рабочего тела к регенератору;
- 3—4 изотермическое сжатие рабочего тела с отводом тепла к холодильнику;
- 4—1 изохорный нагрев рабочего тела с подводом тепла от регенератора.

В расчёте на один моль рабочего тела тепло, подведённое за цикл от нагревателя (см. изотермический процесс) определяется выражением: {\displaystyle Q_{1-2}=R\,T_{1}\,\ln(V_{2}/V_{1})} (здесь {\displaystyle R} — универсальная газовая постоянная).
Тепло, отведённое за цикл к холодильнику: {\displaystyle Q_{3-4}=R\,T_{4}\,\ln(V_{2}/V_{1})}.
Тепло, отдаваемое в процессе 2—3 регенератору и возвращаемое от него в процессе 4—1 равно: {\displaystyle Q_{2-3}=Q_{4-1}=C_{V}\,(T_{1}-T_{4})}. (здесь {\displaystyle C_{V}} — молярная теплоёмкость идеального газа при постоянном объёме) Это тепло сохраняется в системе, являясь частью её внутренней энергии, которая за цикл не изменяется. Регенератор, таким образом, позволяет экономить тепло, расходуемое нагревателем за счёт уменьшения тепла, отводимого к холодильнику, и, тем самым, повысить термодинамическую эффективность двигателя Стирлинга.
Термический коэффициент полезного действия идеального цикла Стирлинга равен: {\displaystyle \eta ={\frac {Q_{1-2}-Q_{3-4}}{Q_{1-2}}}={\frac {T_{1}-T_{4}}{T_{1}}}}. Таким же выражением определяется термический КПД цикла Карно.
Цикл, подобный циклу Стирлинга, но без регенератора, осуществим, хотя и менее эффективен. В изохорном процессе 2—3 такого цикла тепло отводится от рабочего тела непосредственно к холодильнику, а в процессе 4—1 — подводится от нагревателя. КПД такого цикла будет определяться выражением: {\displaystyle \eta ={\frac {Q_{1-2}-Q_{3-4}}{Q_{1-2}+Q_{4-1}}}}. Нетрудно видеть, что это выражение при ненулевом {\displaystyle Q_{4-1}} и при тех же значениях {\displaystyle Q_{1-2}} и {\displaystyle Q_{3-4}}, что и в цикле с регенератором, имеет меньшую величину.
Пройденный в обратном направлении (4—3—2—1—4), цикл Стирлинга описывает холодильную машину. При этом направления передачи тепла {\displaystyle Q_{4-3}},{\displaystyle Q_{3-2}},{\displaystyle Q_{2-1}} и {\displaystyle Q_{1-4}} меняются на противоположные. Наличие регенератора является необходимым условием осуществимости холодильного цикла Стирлинга, поскольку согласно второму началу термодинамики в изохорном процессе (3—2) невозможно нагреть рабочее тело от холодильника, имеющего более низкую температуру, или передать тепло в процессе (1—4) от рабочего тела нагревателю, имеющему более высокую температуру.